# Diplosoma simile
Diplosoma simile är en sjöpungsart som först beskrevs av Sluiter 1909.  Diplosoma simile ingår i släktet Diplosoma och familjen Didemnidae. Inga underarter finns listade i Catalogue of Life.